# 957 (szám)
A 957 (római számmal: CMLVII) egy természetes szám, szfenikus szám, a 3, a 11 és a 29 szorzata.

## A szám a matematikában
A tízes számrendszerbeli 957-es a kettes számrendszerben 1110111101, a nyolcas számrendszerben 1675, a tizenhatos számrendszerben 3BD alakban írható fel.
A 957 páratlan szám, összetett szám, azon belül szfenikus szám, kanonikus alakban a 31 · 111 · 291 szorzattal, normálalakban a 9,57 · 102 szorzattal írható fel. Nyolc osztója van a természetes számok halmazán, ezek növekvő sorrendben: 1, 3, 11, 29, 33, 87, 319 és 957.
A 957 négyzete 915 849, köbe 876 467 493, négyzetgyöke 30,93542, köbgyöke 9,85456, reciproka 0,0010449. A 957 egység sugarú kör kerülete 6013,00834 egység, területe 2 877 224,490 területegység; a 957 egység sugarú gömb térfogata 3 671 338 449,5 térfogategység.